# Ludwig Hirsch
Pour les articles homonymes, voir Hirsch.
Ludwig Hirsch (né le 26 février 1946 à Weinberg, mort le 24 novembre 2011 à Vienne) est un chansonnier et acteur autrichien.

## Biographie
Hirsch grandit dans le quartier de Leopoldstadt et étudie le graphisme à l'université des Arts Appliqués de Vienne puis fréquente la Schauspielschule Krauss (de). Il fait ses débuts en 1973 au théâtre de Ratisbonne. Il va ensuite à Wuppertal et au théâtre Thalia de Hambourg. De 1975 à 1979, il fait partie de l'ensemble du Theater in der Josefstadt.
En 1978, il commence sa carrière d'auteur de chansons avec des textes critiques, macabres et morbides. La radio Ö3 interdit sa chanson Komm, großer schwarzer Vogel jusqu'à 22 heures, croyant qu'elle peut inciter au suicide. Hirsch devient un représentant important de l'Austropop. Dans certaines de ses œuvres, il se montre comme renouveleur du Wiener Liedgut classique. Il est dans la tradition de Georg Kreisler en associant des textes sarcastiques à une mélodie mélancolique.
En 1991 et 1992, il interprète devant 200 000 spectateurs avec son groupe ses chansons les plus célèbres.
Son album Perlen devient disque d'or et est récompensé d'un Amadeus Austrian Music Award (de) en 2003. Dans l'album suivant, In Ewigkeit Damen, il chante en duo avec Rebekka Bakken le titre Rebekka und ich. Il présente aussi sur Ö3 l'émission Siesta.
En 1977, il épouse l'actrice Cornelia Köndgen (de) avec qui il a un fils.
Ludwig Hirsch meurt le 24 novembre 2011 au Wilhelminenspital (de). La police conclut à un suicide.

## Discographie

### Albums
- 1978: Dunkelgraue Lieder
- 1979: Komm, großer schwarzer Vogel
- 1979: Liederbuchedition
- 1980: Zartbitter
- 1982: Bis zum Himmel hoch
- 1983: Bis ins Herz
- 1983: Gel', du magst mi (Best-of)
- 1984: 6 (Traurige Indianer – Unfreundliche Kellner)
- 1986: Landluft
- 1988: Liebestoll
- 1989: Glanzlichter (compilation)
- 1991: In meiner Sprache
- 1991: Sternderl schaun (compilation)
- 1992: Gottlieb (live)
- 1993: Liederbuch (compilation)
- 1994: Liebeslieder (compilation)
- 1995: Tierisch
- 1996: Liedermacher Edition (compilation)
- 1998: Master Series (compilation)
- 1999: Dunkelgrau (live)
- 2002: Perlen
- 2004: Ausgewählte Lieder
- 2006: In Ewigkeit Damen
- 2008: Gottlieb Live (DVD)
- 2009: Ludwig Hirsch liest Weihnachtsgeschichten (lecture)
- 2010: Geschichten von Till Eulenspiegel (lecture)
- 2011: Ludwig Hirsch liest Ludwig Hirsch (lecture)
- 2012: Zum letzten Mal - live (live)

### Singles
- 1983: Gel', du magst mi
- 1983: Häng net auf
- 1984: Marmor, Stein und Eisen bricht
- 1984: Tante Marie
- 1986: Die Gelse
- 1986: Alles Paletti
- 1991: Nelli
- 1991: Sternderl schauen

## Filmographie
- 1972: Die Abenteuer des braven Soldaten Schwejk (de) (série télévisée)
- 1974: Hallo – Hotel Sacher … Portier! (de): Das Lämmchen série télévisée)
- 1978: Hiob (TV)
- 1980: Die kleine Figur meines Vaters
- 1981: Trokadero
- 1983: In Zeiten wie diesen
- 1983: Am Ufer der Dämmerung (de)
- 1987: Tot oder lebendig
- 1995: Lieben wie gedruckt (série télévisée)
- 1996: Der Bockerer II – Österreich ist frei (de)
- 1997: Kaisermühlen Blues (de) (série télévisée)
- 1999: Rex, chien flic: Série noire (série télévisée)
- 2000: Tatort: Der Millenniumsmörder (série télévisée)
- 2003: Himmel, Polt und Hölle (de)
- 2005: Daniel Käfer – Die Villen der Frau Hürsch: Toni Kalss (TV)
- 2008: Und ewig schweigen die Männer: Rudi (TV)